# Habenaria lankesteri
Habenaria lankesteri är en orkidéart som beskrevs av Oakes Ames. Habenaria lankesteri ingår i släktet Habenaria och familjen orkidéer. Inga underarter finns listade i Catalogue of Life.